# Rich Kenah
Rich M. Kenah (Montclair, 4 augustus 1970) is een voormalige Amerikaanse middellangeafstandsloper, die gespecialiseerd is in de 800 m. Hij was van 2000 tot 2014 mede-wereldindoorrecordhouder op de 4 x 800 m estafette.

## Loopbaan
Kenah raakte geïnteresseerd in het hardlopen doordat hij met zijn vader, New Jersey staatskampioen op de 880 yards, diverse wedstrijden bezocht.
Op de wereldindoorkampioenschappen van 1997 in Parijs won hij op de 800 m een bronzen medaille. De wedstrijd werd gewonnen door Wilson Kipketer. In datzelfde seizoen liep Kenah in Zürich ook een persoonlijk record van 1.43,38 op de 800 m en won hij een bronzen medaille op de wereldkampioenschappen in Athene. In 1998 nam hij wegens blessures geen deel aan wedstrijden. Op de WK van 1999 werd hij uitgeschakeld in de halve finale met een tijd van 1.45,99.
Op 6 februari 2000 liep hij in Boston met zijn teamgenoten Joey Woody, Karl Paranya en David Krummenacker een wereldrecord op de 4 x 800 m estafette. Later dat jaar was hij lid van de Amerikaanse olympische ploeg. Op de Olympische Spelen van Sydney werd hij in de voorrondes uitgeschakeld met een tijd van 1.47,85.
Hij rondde in 1992 zijn studie internationale marketing af aan de Georgetown University. Kenah is getrouwd met hardloopster Cheri Goddard-Kenah en marketingdirecteur van Global Athletics & Marketing. Dit bedrijf managed topatleten als Liu Xiang, Tyson Gay.

## Titels
- NCAA-indoorkampioen 800 m - 1992
- Pan-Amerikaans junioren kampioen 800 m - 1989

## Persoonlijke records
Outdoor
| Onderdeel   | Prestatie | Datum            | Plaats |
| ----------- | --------- | ---------------- | ------ |
| 800 m       | 1.43,38   | 13 augustus 1997 | Zürich |
| 1000 m      | 2.17,29   | 11 augustus 1996 | Londen |
| 1500 m      | 3.37,63   | 9 juli 1997      | Linz   |
| 1 Eng. mijl | 4.00,27   | 1997             |        |

Indoor
| Onderdeel   | Prestatie | Datum            | Plaats       |
| ----------- | --------- | ---------------- | ------------ |
| 800 m       | 1.46,16   | 9 maart 1997     | Parijs       |
| 1000 m      | 2.20,64   | 7 februari 1999  | Boston       |
| 1 Eng. mijl | 3.59,43   | 12 februari 2000 | Fayetteville |

## Palmares

### 800 m
- 1989:  Pan-Amerikaans juniorenkamp. - 1.51,78
- 1997:  WK indoor - 1.46,16
- 1997:  WK - 1.44,25
- 1997: 4e Grand Prix Finale - 1.45,19